# Empecamenta disparilis
Empecamenta disparilis är en skalbaggsart som beskrevs av Moser 1917. Empecamenta disparilis ingår i släktet Empecamenta och familjen Melolonthidae. Inga underarter finns listade i Catalogue of Life.